# Puerto de Sochi
El Puerto marítimo comercial de Sochi (en ruso: Сочинский морской торговый порт) es un puerto marítimo en el mar Negro, que se enfoca principalmente en el transporte marítimo de pasajeros. Su sede está en el Distrito Central de Sochi, Krai de Krasnodar, en Rusia. El puerto cuenta con dos espacios para pasajeros que tienen una longitud total de 330 m, y tiene capacidad para buques de hasta 220 m con un calado de 8,5 m. El puerto no se congela, la navegación marítima es posible durante todo el año. A través de él, se proporciona el servicio de pasajeros a Poti y Batumi, en Georgia, y el servicio de carga a los puertos turcos de Trebisonda y Estambul. En 2013 el puerto fue modernizado como parte de la renovación de la ciudad para los Juegos Olímpicos de Invierno de 2014.